# Trenton Shooting Stars
Trenton Shooting Stars was een Amerikaanse basketbalclub uit Trenton die bestond van 1999 tot 2001 en uitkwam in de International Basketball League.

## Geschiedenis
De club behoorde tot de originele oprichters van de International Basketball League en was eigendom van Herb Greenberg. Kevin Mackey werd aangeduid als eerste coach met John Carideo als assistent. In januari 2000 vertrok Mackey, hij werd opgevolgd door assistent-coach Carideo. Ze eindige het seizoen met 32 overwinningen en 32 verliezen. In de play-offs verloren ze in de eerste ronde van Richmond Rhythm.
In hun tweede seizoen werd Jeff Malone hoofdcoach en haalde de club de tweede ronde in de play-offs waarin ze verloren van Grand Rapids Hoops. De club verdween samen met de competitie na het seizoen 200/01.

## Resultaten
| Seizoen | Winst | Verlies | Play-offs    | Coach                     |
| ------- | ----- | ------- | ------------ | ------------------------- |
| 1999/00 | 32    | 32      | Eerste ronde | Kevin Mackey John Carideo |
| 2000/01 | 27    | 25      | Tweede ronde | Jeff Malone               |

## Prijzen
- All-IBL First team: Ryan Lorthridge (2000), Ray Tutt (2001)
- All-IBL Second team: Ray Tutt (2000)

## Bekende oudspelers
- Larry Abney
- Lloyd Daniels
- Nick Davis
- Dell Demps
- Shane Drisdom
- Dennis Edwards
- Tyrone Grant
- LaMarr Greer
- Jermaine Guice
- Deon Hames

- Greg Harris
- Kermit Holmes
- Antoine Hyman
- Mike Jones
- Michael-Hakim Jordan
- Garth Joseph
- Ray Kelly
- Kirk King
- Mike Lloyd
- Ryan Lorthridge

- Michael Maddox
- Gabe Muoneke
- Damian Owens
- Frantz Pierre-Louis
- George Reese
- Antonio Reynolds Dean
- Terrance Roberson
- Marvin Rodgers
- Richard Mason Rocca
- Ray Tutt

- K'Zell Wesson
- Duane Woodward
- Stephen Worthy
- Alvin Young